# Pertuis d'Antioche
Pour les articles homonymes, voir Antioche (homonymie).
Le pertuis d'Antioche est un détroit situé sur la côte atlantique de la France, bordant le département de la Charente-Maritime et séparant l'île de Ré (au nord) de l'île d'Oléron (au sud).
Vers l'ouest, le pertuis donne sur le golfe de Gascogne. Vers l'est, du nord au sud, se trouvent le port de La Rochelle et la ville de Châtelaillon-Plage, au sud-est l'île d'Aix et la petite ville côtière de Fouras. Les extrémités sud du pertuis se situent entre le phare de Chassiron et la pointe des Saumonards, respectivement au nord et à l'ouest de l'île d'Oléron, et entre les rivages nord de l'île d'Aix et la pointe de la Fumée, sur la côte continentale. Le pertuis d'Antioche communique au sud avec les rades  de l'île d'Aix et des Trousses (pertuis de Maumusson), au sud de l’île d’Oléron. et au nord avec le pertuis Breton, entre la pointe de Sablanceaux (île de Ré) et la pointe Saint-Marc (quartier de La Pallice à La Rochelle).
Son nom viendrait du fait qu'il était la voie d'accès privilégiée au départ des villes de la Saintonge vers le Proche-Orient où les Croisés étaient installés dans la principauté d'Antioche.
À différentes époques, dans le but de protéger les ports de Rochefort et de La Rochelle, il a été entouré de nombreuses fortifications (fort des Saumonards à Saint-Georges-d'Oléron ; fort Boyard, fort Liédot et fort de la Rade sur l'île d'Aix). Lors de l'occupation, de nombreux blockhaus du Mur de l'Atlantique sont répartis sur toute la côte sud-ouest de l'île de Ré, notamment les batteries Kora et Karola sur la commune d'Ars-en-Ré et sur la côte nord-est de l'île d'Oléron. Ces blockhaus furent parfois intégrés aux anciennes fortifications.
Le pertuis d'Antioche fait partie du parc naturel marin de l'estuaire de la Gironde et de la mer des Pertuis créé en 2015.

Vue panoramique du Pertuis d'Antioche de la Pointe du Chay avec de gauche à droite : Fouras, Fort Enet, Ile d'Aix, Fort Boyard, Ile d'Oléron, Ile de Ré, La Rochelle, Aytré.